# Cidaria ochreata
Cidaria ochreata là một loài bướm đêm trong họ Geometridae.